# Dorothy e le meraviglie di Oz
Dorothy e le meraviglie di Oz (Dorothy and the Wizard of Oz) è una serie televisiva a cartoni animati nordamericana per bambini, basata sulla novella di L. Frank Baum Il meraviglioso mago di Oz. Questa serie è prodotta dalla Turner Entertainment e Warner Bros. Animation e distribuita dalla Warner Bros. Television; debutta in Australia il 29 giugno 2017 su Boomerang e nello stesso giorno arriva negli Stati Uniti sul servizio streaming di Boomerang. in Italia il 21 ottobre dello stesso anno sulla versione locale dello stesso canale. Sempre in Italia la serie è stata riproposta in chiaro dal 4 maggio 2018 su Cartoonito all'interno de Le fiabe di Cartoonito. Negli Stati Uniti la serie approda in TV su Boomerang il 21 maggio 2018.

## Trama
Dopo la sconfitta delle Streghe Cattive dell'Ovest e dell'Est, la piccola Dorothy Gale, una bambina proveniente dal Kansas, con l'aiuto delle sue magiche scarpette di rosso rubino e dei suoi amici Toto il cagnolino, il Leone, lo Spaventapasseri, l'Uomo di Latta e la Regina Ozma, dovrà proteggere il Regno di Oz per impedire la liberazione e risurrezione della Strega Cattiva dell'Ovest e sconfiggere i suoi nemici, come la streghetta Wilhelmina, figlia della Strega Cattiva dell'Est e nipote della Strega Cattiva dell'Ovest, Frank e Lyman le scimmie volanti, il tirannico Re degli Gnomi, Kaliko e perfino Melinda.

## Personaggi
Protagonisti
- Dorothy Gale: doppiata in originale da Kari Wahlgren[8] e in italiano da Veronica Puccio (st. 1) e Serena Sigismondo (st. 2-3)[9]
- Toto
- Spaventapasseri: doppiato in originale da Bill Fagerbakke[8] e in italiano da Gianfranco Miranda[9]
- Leone: doppiato in originale da Jess Harnell[8] e in italiano da Massimo Bitossi[9]
- Uomo di Latta: doppiato in originale da JP Karliak[8] e in italiano da Flavio Aquilone[9]
- Regina Ozma: doppiata in originale da Kari Wahlgren[8] e in italiano da Claudia Scarpa[9]
- Bilina
- Woozy: doppiato in originale da JP Karliak[8] e in italiano da Edoardo Stoppacciaro[1]
- Sir Hokus di Pokes: doppiato in originale da Tom Kenny e in italiano da Dario Oppido[10]

Antagonisti
- Wilhelmina: doppiata in originale da Jessica DiCicco[8]
- Frank: doppiato in originale da Steve Blum[8]
- Lyman: doppiato in originale da Jess Harnell
- Strega Cattiva dell'Ovest: doppiata in originale da Laraine Newman[8]
- Strega Cattiva dell'Est
- Re degli Gnomi: doppiato in originale da J.P. Karliak[8] e in italiano da Gianni Giuliano[1]
- Kaliko: doppiato in originale da Bill Fagerbakke[8]
- Melinda: doppiata in originale da Grey DeLisle-Griffin[8]
- Jinjur: doppiata in originale da Kari Wahlgren[8] e in italiano da Michela Alborghetti[11]

## Episodi
| Stagione         | Episodi | Prima TV USA | Prima TV Italia |
| ---------------- | ------- | ------------ | --------------- |
| Prima stagione   | 20      | 2017-2018    | 2017-2018       |
| Seconda stagione | 26      | 2018-2019    | 2018-2019       |
| Terza stagione   | 13      | 2020         | 2020            |